# Гемлок Тауншип (округ Колумбія, Пенсільванія)
Гемлок Тауншип (англ. Hemlock Township) — селище (англ. township) в США, в окрузі Колумбія штату Пенсільванія. Населення — 2214 особи (2020).

## Демографія
Згідно з переписом 2010 року, у селищі мешкало 2249 осіб у 880 домогосподарствах у складі 653 родин. Було 938 помешкань
Расовий склад населення:
| - 97,2 % — білих - 1,2 % — азіатів - 0,4 % — чорних або афроамериканців |

До двох чи більше рас належало 0,6 %. Частка іспаномовних становила 1,4 % від усіх жителів.
За віковим діапазоном населення розподілялося таким чином: 22,5 % — особи молодші 18 років, 61,8 % — особи у віці 18—64 років, 15,7 % — особи у віці 65 років та старші. Медіана віку мешканця становила 43,6 року. На 100 осіб жіночої статі у селищі припадало 98,7 чоловіків;  на 100 жінок у віці від 18 років та старших — 94,9 чоловіків також старших 18 років.
Середній дохід на одне домашнє господарство  становив 74 209 доларів США (медіана — 61 806), а середній дохід на одну сім'ю — 85 364 долари (медіана — 73 438). Медіана доходів становила 60 429 доларів для чоловіків та 48 281 долар для жінок. За межею бідності перебувало 8,4 % осіб, у тому числі 7,3 % дітей у віці до 18 років та 6,5 % осіб у віці 65 років та старших.
Цивільне працевлаштоване населення становило 1125 осіб. Основні галузі зайнятості: освіта, охорона здоров'я та соціальна допомога — 35,0 %, виробництво — 9,8 %, науковці, спеціалісти, менеджери — 8,5 %, мистецтво, розваги та відпочинок — 8,5 %.